# والتر فيلتروني
والتر فيلتروني (بالإيطالية: Walter Veltroni) فارس الصليب الكبير (ولدت في 3 يوليو 1955) هو كاتب إيطالي وصحافي وسياسي. شغل منصب أول زعيم للحزب الديمقراطي ضمن المعارضة من يسار الوسط، وحتى استقالته في 17 فبراير 2009. شغل منصب عمدة روما في الفترة من 2001 إلى 2008.

## روابط خارجية
- والتر فيلتروني على موقع IMDb (الإنجليزية)
- والتر فيلتروني على موقع مونزينجر (الألمانية)
- والتر فيلتروني على موقع قاعدة بيانات الفيلم (الإنجليزية)